# 21697 Масчарак
21697 Масчарак (21697 Mascharak) — астероїд головного поясу, відкритий 7 вересня 1999 року.
Тіссеранів параметр щодо Юпітера — 3,483.